# Kojva (rivière)
Pour l’article homonyme, voir Kojva.
La Kojva (en russe : Кожва) est une rivière de la République des Komis en Russie, affluent sur la rive gauche du fleuve Petchora.

## Description
Sa longueur est de 194 km (221 km si la Kojva blanche est prise en compte), son bassin a une surface de 9 560 km2. Son débit est alimenté surtout par la neige. Elle est gelée depuis fin-octobre, début-novembre et dégèle fin-avril, début-mai.
Ses affluents principaux sont : la Louza (rive gauche) et la Tchikchina (rive droite).
La Kojva est alimentée par les petites rivières : la Kojva noire et la Kojva blanche dont le confluent se trouve près du village de Tourychevka, à proximité de la station de chemin de fer de la ligne Kotlas-Vorkouta.
Elle coule vers l'est dans des bois de conifères, son débit est lent, ses berges sont marécageuses. Sur son cours inférieur se trouve le village de Beriozovka.
La Kojva se jette dans le fleuve Petchora à 15 kilomètres en aval de la ville de Petchora. Une vaste baie se trouve au confluent. 